# América des Cayes
América des Cayes is een Haïtiaanse voetbalclub uit Les Cayes. De club werd opgericht op 1973. De club speelt anno 2021 bij Ligue Haïtienne.

## Erelijst
- Landskampioen : 2014